# Втрати 346-ї окремої бригади спеціального призначення
У статті наведено подробиці поіменних втрат 346-ї бригади спеціального призначення Збройних сил РФ у різних військових конфліктах.

## Список вбитих

### Північний Кавказ
| п/п | Прізвище, ім'я, по-батькові                                  | Звання       | Дата народження | Дата смерті | Місце смерті |
| --- | ------------------------------------------------------------ | ------------ | --------------- | ----------- | ------------ |
| 1.  | Кононов Олександр Іванович (рос. Кононов Александр Иванович) | підполковник | 17.05.1978      | 12.08.2014  | Дагестан     |

## Війна в Сирії
| п/п | Прізвище, ім'я, по-батькові                                          | Звання              | Дата народження | Дата смерті | Місце смерті       |
| --- | -------------------------------------------------------------------- | ------------------- | --------------- | ----------- | ------------------ |
| 1.  | Сокуров Еудуард Амаядович (рос. Сокуров Эдуард Амаядович)            | сержант             | 24.08.1986      | 01.10.2015  |                    |
| 2.  | Журавльов Федір Володимирович (рос. Журавлёв Фёдор Владимирович)     | капітан             | 11.09.1988      | 19.11.2015  |                    |
| 3.  | Сороченко Максим Олександрович (рос. Сороченко Максим Александрович) | капітан             | 17.02.1984      | 19.11.2015  |                    |
| 4.  | Архірєєв Олег Ігорович (рос. Архиреев Олег Игоревич)                 | капітан             | 24.01.1988      | 09.06.2016  |                    |
| 5.  | Пєчальнов Сергій Олександрович (рос. Печальнов Сергей Александрович) | капітан (посмертно) | 16.03.1988      | 14.06.2016  |                    |
| 6.  | Гойняк Олексій Миколайович (рос. Гойняк Алексей Николаевич)          | майор               | 28.04.1984      | 19.09.2017  |                    |
| 7.  | Чабдалов Батир Рамазанович (рос. Чабдаров Батыр Рамазанович)         | молодший сержант    | 03.10.1990      | 06.03.2018  | авіабаза «Хмеймім» |
| 8.  | Богатирьов Залім Мухадинович (рос. Богатырёв Залим Мухадинович)      | старший сержант     | 1989            | 06.03.2018  | авіабаза «Хмеймім» |

## Російсько-українська війна
| п/п | Прізвище, ім'я, по-батькові                                        | Звання            | Дата народження | Дата смерті | Місце смерті       |
| --- | ------------------------------------------------------------------ | ----------------- | --------------- | ----------- | ------------------ |
| 1.  | Осипов Олександр Михайлович (рос. Осипов Александр Михайлович)     | лейтенант         | 26.04.1997      | 13.03.2022  | Україна            |
| 2.  | Кумишев Азамат Ах'єдович (рос. Кумышев Азамат Ахъедович)           | молодший сержант  | 26.02.1990      | 13.03.2022  | Маріуполь          |
| 3.  | Гаврилов Віктор Олександрович (рос. Гаврилов Виктор Александрович) | старший сержант   | 05.02.1987      | 14.03.2022  |                    |
| 4.  | Мільдзихов Едуард Русланович (рос. Мильдзихов Эдуард Русланович)   | молодший сержант  | 17.02.1977      | 14.03.2022  |                    |
| 5.  | Кобишев Володимир Юрійович (рос. Кобышев Владимир Юрьевич)         | молодший сержант  | 09.04.1993      | 16.03.2022  | Маріуполь          |
| 6.  | Лемешевич Сергій Олегович (рос. Лемешевич Сергей Олегович)         | старший сержант   | 25.09.1984      | 16.03.2022  |                    |
| 7.  | Назаров Олександр Миколайович (рос. Назаров Александр Николаевич)  | єфрейтор          | 21.09.1990      | 16.03.2022  |                    |
| 8.  | Кунаков Андрій Вікторович (рос. Кунаков Андрей Викторович)         | майор             |                 | 19.03.2022  | Маріуполь          |
| 9.  | Кадргалієв Марат Канатович (рос. Кадргалиев Марат Канатович)       | сержант           | 23.01.1987      | 08.04.2022  |                    |
| 10. | Калмиков Олексій Миколайович (рос. Калмыков Алексей Николаевич)    | майор             | 08.12.1988      | 11.04.2022  | Маріуполь          |
| 11. | Кирилець Альберт Михайлович (рос. Кирилец Альберт Александрович)   | старший лейтенант | 21.10.1994      | 13.04.2022  | Маріуполь          |
| 12. | Козников Ілля Ігорович (рос. Корзников Илья Игоревич)              | лейтенант         | 17.01.1997      | 13.04.2022  |                    |
| 13. | Мамикін Артем Юрійович (рос. Мамыкин Артём Юрьевич)                | єфрейтор          | 18.01.1983      | 13.04.2022  |                    |
| 14. | Тараскін Дмитро Володимирович (рос. Тараскин Дмитрий Владимирович) |                   | 14.02.1990      | 28.04.2022  |                    |
| 15. | Суюковський Сергій Михайлович (рос. Суюковский Сергей Михайлович)  | лейтенант         | 14.04.1998      | 16.05.2022  |                    |
| 16. | Баннов Іван Сергійович (рос. Баннов Иван Сергеевич)                | молодший сержант  | 04.05.1991      | 16.06.2022  | Україна            |
| 17. | Власенков Ігор Валерійович (рос. Власенков Игорь Валерьевич)       | рядовий           | 23.09.1976      | 05.10.2022  | Харківська область |
| 18. | Переходов Павло В'ячеславович (рос. Переходов Павел Вячеславович)  | молощий сержант   | 24.07.1988      | 11.07.2023  |                    |
| 19. | Коба Віктор Олександрович (рос. Коба Виктор Александрович)         |                   | 07.11.1988      | 18.07.2023  |                    |
| 20. | Сулейманов Вільнур Мавляєвич (рос. Сулейманов Вильнур Мавлявиевич) |                   | 20.06.1991      | 18.07.2023  |                    |
| 21. | Бучнев Антон Васильович (рос. Бучнев Антон Васильевич)             | капітан           | 19.08.1992      | 13.10.2023  |                    |
| 22. | Іванов Джангар Олексійович (рос. Иванов Джангар Алексеевич)        | прапорщик         | 12.07.1990      | 15.11.2023  |                    |
| 23. | Морозов Денис Олександрович (рос. Морозов Денис Александрович)     | майор             |                 | 09.01.2024  |                    |
| 24. | Васюков Андрій Юрійович (рос. Васюков Андрей Юрьевич)              | майор             |                 | 11.05.2024  | Донецьк            |
| 25. | Здаранков Михайло Юрійович (рос. Здаранков Алексей Юрьевич)        | капітан           |                 | 11.05.2024  | Донецьк            |
| 26. | Афанасьєв Іван Андрійович (рос. Афанасьев Иван Андреевич)          | майор             | 25.06.1990      | 02.07.2024  |                    |